# C’t

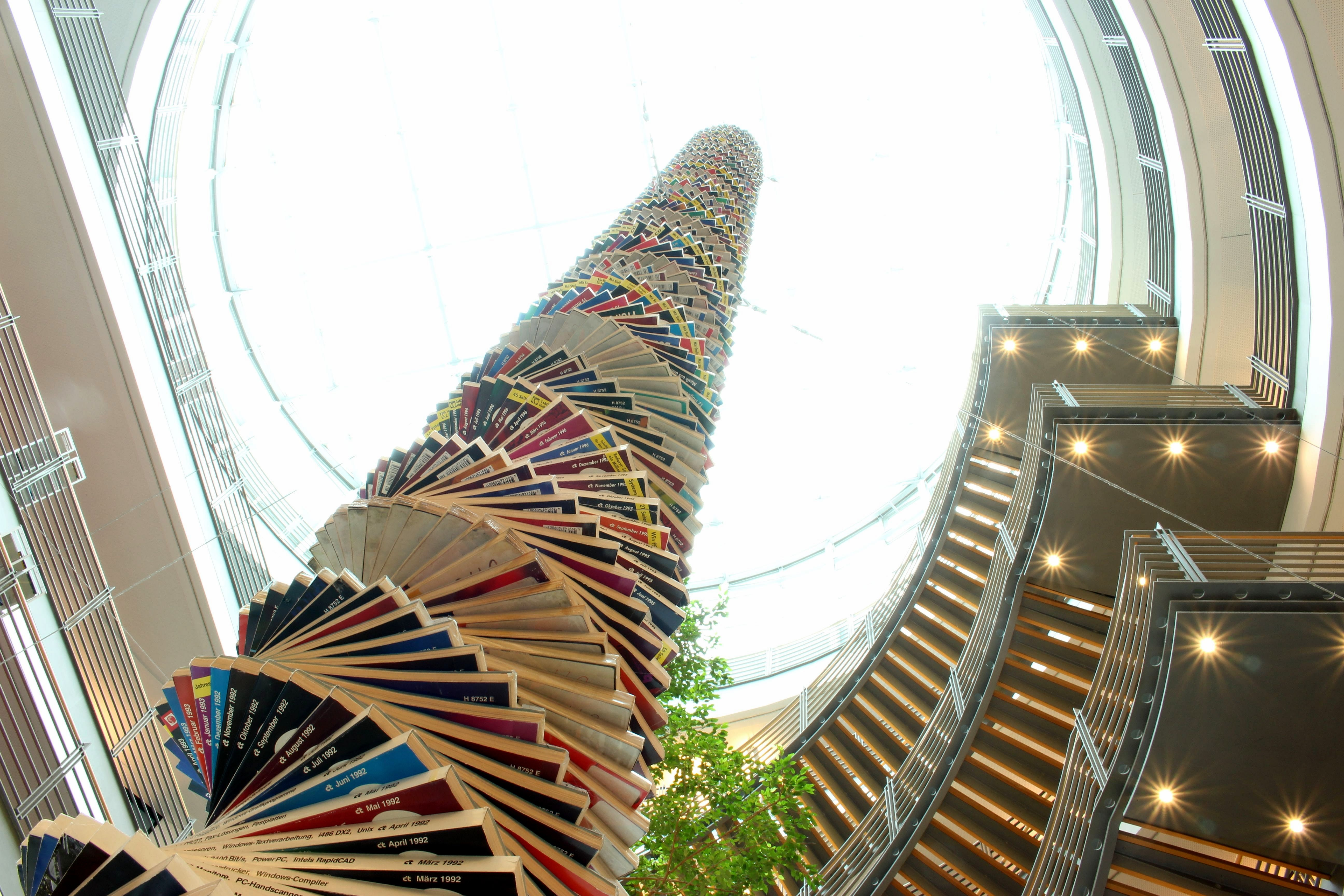
Der 5,71 Meter hohe Turm aus den 587 erschienenen c’t-Ausgaben bis zum 30-jährigen Jubiläum steht seit Oktober 2013 im Foyer des Verlages

Die c’t – magazin für computertechnik ([ˈt͡seːˈteː]), gegründet 1983, ist die auflagenstärkste und einflussreichste deutsche Computerzeitschrift. Die c’t wird in deutscher und seit 1997 auch in niederländischer Sprache (c’t – IT-magazine voor de liefhebber) herausgegeben.
Die c’t erscheint im Heise Zeitschriften Verlag in Hannover; Herausgeber sind Christian Heise, Ansgar Heise und Christian Persson, Chefredakteur ist Torsten Beeck.

## Geschichte
Die Bezeichnung „c’t“ stand ursprünglich für computing today, die Bezeichnung für einen 16-seitigen Bestandteil ab April 1979 der früher durch den Heise-Verlag herausgegebenen Elektronikzeitschrift elrad. Im Oktober 1983 wurde c’t als eigene, unabhängige Zeitschrift ausgegliedert. Die Erstausgabe 12/83 erschien am 19. Oktober auf der Systems in München. Zunächst erschien die Zeitschrift monatlich, 1997 wurde auf 14-tägliche Erscheinungsweise umgestellt.
In den Niederlanden wird die c’t seit Oktober 1997, zugeschnitten für den niederländischen und belgischen Markt, mit einem Viertel eigener Beiträge von der F&L Media in Nijmegen publiziert. Chefredakteur ist Noud van Kruysbergen.
Zwischen Mai und Dezember 2008 erschien unter dem Namen c’t – Журнал о компьютерной технике eine russische Lizenzausgabe in Moskau.
Herausgeber der russischen Lizenzausgabe war der Verlag Business Media Communications.
Am 4. Januar 2020 wurde die 750. Ausgabe der c’t veröffentlicht.

## Inhalte
Die c’t präsentierte sich auf dem Markt der Computerzeitschriften zunächst als „hardwareorientiertes“ Magazin, das technikbegeisterten Besitzern von „Heimcomputern“ der ersten Generation neben Softwareentwicklung die Modifikation gekaufter bis hin zum Selbstbau eigener Hardware erklärte. Vor allem in den 1980er Jahren wurden in der c’t viele komplexe Hard- und Softwareprojekte veröffentlicht, die den gesamten Bereich der Computer-Hardware abdeckten, ein jüngerer Vertreter dieser Art ist der c’t-Bot. Mit dem Siegeszug der IBM-PC-Architektur und der verschiedenen Microsoft-Betriebssysteme nahmen diese einen zunehmend breiteren Raum in der Berichterstattung ein. Allerdings versteht sich die c’t nach wie vor als plattform- und betriebssystemunabhängig und widmet sich weiterhin, wenn auch in bescheidenerem Umfang, den Betriebssystemen Linux, macOS, Android und Solaris.
Neben praxisbezogenen Computerthemen richtet die c’t ihren Fokus seit jeher auf die politischen und gesellschaftlichen Dimensionen der Technikentwicklung. Schon in den Anfangsjahren berichteten kritische Reportagen über pornografische Mailboxinhalte oder die Auswirkungen des damaligen Postmonopols auf Modems und andere Telekommunikationsgeräte.
Kontinuierlich gepflegte Themen sind Datenschutz, Zensur und die Rechtsproblematik von Software-Patenten. Kritisch berichtet die c’t auch über die Trusted Computing Platform Alliance und die Bestrebungen der Industrie, Digital-Rights-Management-Systeme durchzusetzen. Ebenso werden wichtige IT-Großprojekte in Deutschland wie das Autobahnmautsystem, die Software zur Berechnung des 2005 im Zuge der Hartz-IV-Reform eingeführten „Arbeitslosengeldes II“ oder das Thema Wahlcomputer kritisch begleitet und auf Schwachstellen untersucht. Ein halbseitiger Einklinker im Artikel zum 25-Jahre-Jubiläum der Zeitschrift zitiert den Autor von Fefes Blog stellvertretend für die typische Leserschaft u. a. zur Wechselwirkung zwischen Printmedien und Blogs: „Ich bin Heise dankbar, dass sie die ganzen Forenhaftungs-Kämpfe stellvertretend für die armen Blogger geführt haben.“
Fester Bestandteil des Magazins ist außerdem die „c’t Story“, eine Kurzgeschichte, die schon oft von namhaften Science-Fiction-Autoren wie Andreas Eschbach, Helmuth W. Mommers oder Peter Schattschneider verfasst wurde. Die „c’t Story“ ist seit 2010 nahezu die einzige verbliebene professionelle Veröffentlichungsmöglichkeit für Science-Fiction-Kurzgeschichten in einem Magazin in Deutschland. Kurt Braatz schrieb einmal, wie er Bill Gates zu Wetten, dass brachte.

### Zielgruppe
Die c’t wendet sich an fortgeschrittene Computeranwender, die gerne an der Hardware basteln oder programmieren, sowie an Profis und Spezialisten. Die Leser von c’t sind „hochqualifizierte Computer-Profis und fungieren außergewöhnlich oft als Ratgeber und Entscheider in Sachen Technik.“

### Verzicht auf Testsieger
Wie in nahezu jeder Computerzeitschrift sind Hardware- und Softwaretests fester Bestandteil der c’t. Im Unterschied zur Konkurrenz nennt das Magazin jedoch keine Testsieger, sondern stellt in einem Test-Fazit Stärken und Schwächen der untersuchten Produkte zusammen. Dem Leser soll damit eine je nach Budget und Einsatzzweck bedarfsgerechte Entscheidung ermöglicht werden.

### Beilagen
Der c’t lagen früher regelmäßig DVDs bei, die von der c’t-Redaktion zusammengestellte Programmsammlungen enthalten. Diese „Software-Kollektionen“ von Freeware, Shareware und freier Software sind seit 2003 jeweils Themenschwerpunkten wie „Office“, „Sicherheit“ oder „Linux“ gewidmet. Außerdem erscheint einmal im Jahr eine Sammlung von Computerspielen, die die Redaktion für Kinder und Jugendliche für empfehlenswert hält. Zuvor erschienen zweimal pro Jahr CDs mit einem meist breitgefächerten und themenübergreifenden Spektrum. Vereinzelt werden auch nicht von der Redaktion erstellte Datenträger über die Zeitschrift verteilt, wie z. B. Sicherheits-Tools von Microsoft.

### Sonderhefte
Neben der 14-täglich erscheinenden c’t haben sich Sonderheftausgaben entwickelt: Vier-, ab 2014 sechsmal jährlich erscheint die c’t Digitale Fotografie. Wie auch die c’t special Mac & i, können beide Publikationen abonniert werden. Darüber hinaus werden die Sonderhefte c’t kompakt, c’t medien und c’t extra herausgegeben. Diese befassen sich schwerpunktmäßig mit einem Thema (z. B. Linux oder Netzwerke). Ende des Jahres 2011 erschien erstmals das Magazin c’t Hardware Hacks aus dem die eigenständige Zeitschrift Make: hervorging. Seit 2012 erscheint einmal jährlich ein Sonderheft zum mobilen Betriebssystem Android c’t Android. Im Oktober 2018 wurde ein Sonderheft „Retro“ veröffentlicht, in dem Hard- und Software aus der Zeit vor dem Jahr 2000 beschrieben wurde.

### Aprilscherz
Im letzten Märzheft jedes Jahres ist ein Aprilscherz-Artikel versteckt, der aufgrund der differenzierten, plausiblen Darstellung sehr glaubhaft wirkt. So erläuterte im April 2006 ein Artikel die angebliche Verhinderung des Abfilmens von Kinoleinwänden durch Infrarotsequenzen, die Digitalkameras und Camcorder außer Gefecht setzen. Der Aprilscherz der Ausgabe 4/1995 beschrieb einen rot blinkenden Mainboard-Chip, der /dev/null effizienter machen sollte. Im April 2016 wurde ein angebliches Tool vorgestellt, das bei Copy & Paste vor Urheberrechtsverletzungen schützen soll.

## Bekanntheit

### SoftRAM
Weit über das übliche Publikum hinaus wurde c’t 1995 bekannt, als zunächst ein Kurztest des Programms „SoftRAM“ der amerikanischen Firma Syncronys mit dem Resultat „wirkungslos“ und der Einschätzung „Placebo-Software“ abgedruckt wurde. Der deutsche Distributor Softline erwirkte eine einstweilige Verfügung, der zufolge der Testbericht in dieser Form nicht mehr verbreitet werden dürfe. c’t-Redaktion und Heise-Verlag konterten eine Ausgabe später mit dem Artikel „Placebo forte“, in dem „SoftRAM“ detailliert auseinandergepflückt und teilweise disassembliert wurde. In diesem Artikel wurde dargelegt, dass die vorgebliche Fähigkeit, den tatsächlich vorhandenen Hauptspeicher unter Windows (durch Laufzeitkompression der Speicherinhalte) zu „verdoppeln“, ein einziger Bluff und das Programm völlig wirkungslos war. Das darauffolgende Presseecho fegte das Produkt nicht nur vom deutschen, sondern auch vom US-Markt.

### Hommingberger Gepardenforelle
Schlagzeilen machte c’t im Jahr 2005 weiterhin mit dem Leserwettbewerb „Hommingberger Gepardenforelle“. Ziel war hierbei, Strategien einer Suchmaschinenoptimierung zu entwickeln und dadurch Rankingmechanismen von Suchmaschinen aufzudecken.

### Fehlerhafte USB-Sticks
In der Ausgabe 24/2007 berichtete die c’t von im Handel befindlichen USB-Speichersticks, die nur Teilbereiche statt der angegebenen ein oder zwei Gigabyte Daten speichern konnten. Die alten Daten wurden beim fortlaufenden Beschreiben von neuen Daten überschrieben.

### Aufdeckung betrügerischer Aktivitäten beim Datingportal Lovoo
Im September 2015 enthüllte c’t unlautere Praktiken des Datingportalbetreibers Lovoo. Nachdem der Zeitschrift etwa 50 GB an E-Mail-Fächern, Screenshots und Quellcode zugespielt worden waren, wurde aufgedeckt, wie der Hersteller mithilfe von Fakeprofilen Nutzer zu In-App-Käufen animiert. Ohne diese hätte die Kommunikation mit vermeintlich interessierten Kontaktpersonen nicht oder nur schwerlich aufrechterhalten werden können.
Im Oktober legte die c’t nach, indem sie Lovoos Einsatz von Chat-Bots offenlegte.

## Auflage und Verbreitung
Die deutschsprachige c’t erschien seit Ausgabe 12/1983 zunächst monatlich und aufgrund des gewachsenen Umfangs (die bis heute seitenstärkste c’t war die Aprilausgabe 1997 mit 614 Seiten) seit Ausgabe 11/1997 alle 14 Tage. Die niederländische c’t erscheint monatlich in Lizenz bei F&L, die auch die niederländische iX und Chip herausgibt.
Die c’t will sich durch ihre sachliche Berichterstattung und ihre Aufmachung ohne reißerische Schlagzeilen von anderen Computermagazinen wie Computer Bild, PC-Welt oder Chip abheben. So wird darauf verzichtet, eine Meldung oder einen Report als Sensation auszulegen und Interessenten so möglicherweise zum Kauf zu animieren.

## Auflagenstatistik
Im vierten Quartal 2014 lag die durchschnittliche verbreitete Auflage pro Ausgabe nach IVW bei 270.560 Exemplaren. Das sind durchschnittlich 6.315 weniger Hefte pro Ausgabe (−2,3 %) als im Vergleichsquartal des Vorjahres. Die Abonnentenzahl nahm innerhalb eines Jahres um durchschnittlich 7.317 Abonnenten pro Ausgabe auf 221.452 ab (−3,2 %).
Die höchste verkaufte Auflage hatte die c’t im Jahr 2001 mit fast 390.000 Heften. Seitdem sank die Anzahl der verbreiteten Hefte auf etwa 69 % dieses Wertes. Bis ins Jahr 2009 konnte jedes Jahr ein Anstieg der verkauften Abonnements verzeichnet werden. Seitdem sinkt diese Zahl rapide.
Ungewöhnlich ist für eine Publikumszeitschrift die vergleichsweise hohe Abonnentenzahl von derzeit 82,6 Prozent der verbreiteten Auflage. Damit ist die c’t ein Computermagazin mit einem der höchsten Abonnentenstämme in Europa.

### Anzahl der durchschnittlich pro Ausgabe verkauften Exemplare
| 1998   | 1999   | 2000   | 2001   | 2002   | 2003   | 2004   | 2005   | 2006   | 2007   | 2008   | 2009   | 2010   | 2011   | 2012   | 2013   | 2014   | 2015   | 2016   | 2017   | 2018   | 2019   | 2020   | 2021   | 2022   | 2023   | 2024   |
| ------ | ------ | ------ | ------ | ------ | ------ | ------ | ------ | ------ | ------ | ------ | ------ | ------ | ------ | ------ | ------ | ------ | ------ | ------ | ------ | ------ | ------ | ------ | ------ | ------ | ------ | ------ |
| 350542 | 370638 | 378846 | 388552 | 381169 | 379350 | 378828 | 379057 | 370973 | 363433 | 361357 | 343549 | 324498 | 305847 | 298749 | 273394 | 270517 | 255530 | 250165 | 234403 | 229046 | 218847 | 207699 | 199460 | 186077 | 269761 | 251570 |

### Anzahl der durchschnittlich pro Ausgabe verkauften Hefte durch Abonnements
| 1998   | 1999   | 2000   | 2001   | 2002   | 2003   | 2004   | 2005   | 2006   | 2007   | 2008   | 2009   | 2010   | 2011   | 2012   | 2013   | 2014   | 2015   | 2016   | 2017   | 2018   | 2019   | 2020   | 2021   | 2022   | 2023   | 2024   |
| ------ | ------ | ------ | ------ | ------ | ------ | ------ | ------ | ------ | ------ | ------ | ------ | ------ | ------ | ------ | ------ | ------ | ------ | ------ | ------ | ------ | ------ | ------ | ------ | ------ | ------ | ------ |
| 166123 | 195094 | 213340 | 224834 | 227111 | 233521 | 237456 | 238224 | 238589 | 246625 | 248933 | 249429 | 247211 | 240812 | 233380 | 228769 | 225967 | 215452 | 215259 | 205250 | 200090 | 193451 | 187011 | 180317 | 169946 | 159864 | 148708 |

Beide Statistiken enthalten ab 1. Quartal 2016 auch die ePaper-Auflagen.

## c’t-Beiträge in anderen Medien
Von 2003 bis Juni 2011 wurde wöchentlich im hr-fernsehen das c’t magazin.tv ausgestrahlt. Die Sendung griff Themen der gedruckten Zeitschriftenausgabe auf; moderiert wurde sie von Mathias Münch und c’t-Redakteur Georg Schnurer. Zum 25. Juni 2011 wurde die Sendung eingestellt.
Georg Schnurer stand in der Radio-Eins-Sendung Escape – Der Experte (RBB) als Experte zur Verfügung. Der letzte Beitrag dieser Reihe erschien am 28. Januar 2012.

## Beurteilung
Ilija Trojanow und Juli Zeh konstatieren, dass bis auf wenige kritische Journalisten einzig die Computerzeitschrift c’t sich eine unabhängige Berichterstattung zu Überwachungsmethoden zur Terrorismusbekämpfung nach den Anschlägen vom 11. September 2001 leistete. Eine technische Fachzeitschrift übernahm es, die Auswirkung der Überwachungsmethoden – mit ihren eklatanten technischen Mängeln – auf Freiheit und Privatsphäre in aller Ausführlichkeit zu erläutern. Die großen Repräsentanten bürgerlicher Aufklärung hätten dazu nur die immergleichen Schlagworte und Szenarien wiederholt. Zum 25-jährigen Jubiläum im Jahre 2008 der c’t gratulierten ihr viele Medien zwar für differenzierten und vorbildlich recherchierten Journalismus, hätten sich aber selbst keine Scheibe davon abgeschnitten.